# Inquérito Multicêntrico de Saúde no Estado de São Paulo
O Inquérito Multicêntrico de Saúde no Estado de São Paulo (ISA-SP) foi um estudo populacional de base domiciliar voltado para o levantamento de dados relacionados às condições de vida e saúde no Estado de São Paulo. Desde sua criação, contou com a participação de pesquisadores de várias instituições, como Faculdade de Saúde Pública e Faculdade de Medicina da Universidade de São Paulo, Universidade Estadual de Campinas, Faculdade de Medicina de Botucatu e Secretaria de Estado da Saúde de São Paulo.
A edição foi financiada pela Fundação de Amparo à Pesquisa do Estado de São Paulo (Fapesp) e ocorreu entre 2001-2002. O território designado incluiu zonas urbanas de cidades do interior do estado (Campinas e Botucatu), da Região Metropolitana (Taboão da Serra, Embu das Artes e Itapecerica da Serra) e da capital (área da Subprefeitura do Butantã).
No ISA-SP (2001-2002), a seleção da amostra foi realizada por amostragem estratificada, por conglomerados, em dois estágios. Foram entrevistados 6.819 moradores. A população-alvo eram homens e mulheres de todas as faixas etárias. O instrumento de coleta foi organizado em diversos blocos temáticos: informações gerais, composição familiar, doenças recentes e crônicas autorreferidas, deficiências, acidentes, violência, saúde bucal, exames preventivos, vacinação, consumo de medicamentos, internações, estilo de vida (exercício, alimentação, uso de álcool e tabaco), dentre outros.
Nos anos posteriores, o ISA-SP deixou de ser realizado, dando origem a outros estudos, como o ISA Capital-SP, com edições em 2003, 2008, 2015 e 2023, que se organiza a partir da distribuição territorial das Coordenadorias de Saúde do Município de São Paulo (Norte, Centro, Oeste, Sudeste, Sul e Leste). Outro produto foi o ISACamp, pesquisa realizada em Campinas, que teve edições em 2008, 2014 e 2022/2023.